# Vacher de Chauny
 (juin 2023).
La mise en forme du texte ne suit pas les recommandations de Wikipédia : il faut le « wikifier ».
Les points d'amélioration suivants sont les cas les plus fréquents. Le détail des points à revoir est peut-être précisé sur la page de discussion.
- Les titres sont pré-formatés par le logiciel. Ils ne sont ni en capitales, ni en gras.
- Le texte ne doit pas être écrit en capitales (les noms de famille non plus), ni en gras, ni en italique, ni en « petit »…
- Le gras n'est utilisé que pour surligner le titre de l'article dans l'introduction, une seule fois.
- L'italique est rarement utilisé : mots en langue étrangère, titres d'œuvres, noms de bateaux, etc.
- Les citations ne sont pas en italique mais en corps de texte normal. Elles sont entourées par des guillemets français : « et ».
- Les listes à puces sont à éviter, des paragraphes rédigés étant largement préférés. Les tableaux sont à réserver à la présentation de données structurées (résultats, etc.).
- Les appels de note de bas de page (petits chiffres en exposant, introduits par l'outil «  Source ») sont à placer entre la fin de phrase et le point final[comme ça].
- Les liens internes (vers d'autres articles de Wikipédia) sont à choisir avec parcimonie. Créez des liens vers des articles approfondissant le sujet. Les termes génériques sans rapport avec le sujet sont à éviter, ainsi que les répétitions de liens vers un même terme.
- Les liens externes sont à placer uniquement dans une section « Liens externes », à la fin de l'article. Ces liens sont à choisir avec parcimonie suivant les règles définies. Si un lien sert de source à l'article, son insertion dans le texte est à faire par les notes de bas de page.
- La présentation des références doit suivre les conventions bibliographiques. Il est recommandé d'utiliser les modèles {{Ouvrage}}, {{Chapitre}}, {{Article}}, {{Lien web}} et/ou {{Bibliographie}}. Le mode d'édition visuel peut mettre en forme automatiquement les références.
- Insérer une infobox (cadre d'informations à droite) n'est pas obligatoire pour parachever la mise en page.

Pour une aide détaillée, merci de consulter Aide:Wikification.
Si vous pensez que ces points ont été résolus, vous pouvez retirer ce bandeau et améliorer la mise en forme d'un autre article.
Le vacher de Chauny est un personnage légendaire dont on dit qu'il aurait vécu 119 ans, lors du règne d'Henri IV, bien qu'il soit déjà mentionné dans une pièce de théâtre du milieu du XVe siècle. Aussi appelé « le vacher tout le monde », ou traditionnellement « monsieur tout le monde », il gardait son troupeau à cheval.

## La légende de la rencontre entre le Vacher et Henri IV
Henri IV (1553-1610) aimait les habitants de Chauny. Lors du siège de La Fère, en 1594, il s'y rendait parfois pour rendre visite à ses bons amis chaunois. Un jour, les habitants attendirent le roi à une des portes de la ville, mais celui-ci tenta d'entrer par une autre porte. Le roi fut surpris que personne ne soit là pour l'accueillir, et demanda à un vacher la raison d'une telle absence.
Le vacher tout le monde lui répondit :
« Sire, cette ville de Chauny est bien votre servante ! Voilà, je vous amène mon bétail, les flatteurs sont de l'autre coté de la rivière ".

## Extrait d'une pièce de théâtre jouée à Amiens en 1472[1]
Dans une pièce de théâtre jouée à Amiens en 1472, un comédien recherche le bontemps et demande à Tout le Monde son avis. Le bon Vacher de Chauny lui réponds :
Ho! Hau! le vaquier de Chauny.
Tout-le-monde !
Le Vacher de Chauny :
Qu'esse qu'on me voeult, me vécy.
va-partout:
Or sà, le vaquier de Chauny,
On m'a dit que depuis six ans
A vo tour eustes le bon tampz ?
Comme on me appelle Va-Partout
Qui le quiers de plat et de bout,
Je vous prie si vous le avès,
Que nous le apons, se vous volès:
Car le bon tampz désirons fort.
ech vaquier d'Chauny:
Le bon tampz, hélas ! il est mort
Ne-Te-Bouge:
Non est, dya.
ech vaquier d'Chauny:
S'il vit plus, c'est fort
Car il m'est piècha eschappé.
Le bon tampz, hélas, il est mort
Et n'est mie une grande pitié.
va-partout:
Le bon tampz n'est point tréspassé.
Le Vacher de Chauny :
Non.
Ne-Te-Bouge:
Le Vacher de Chauny :
Dont est-il bien malade
Car de my s'en fuyt tout rade
Naguères en pays nouvel
Sans me laisser vaque ne vel
Ne robe de gris ne de bleu :
Brief, j'ay laissié le laine au treu,
Nouvelles du bon tampz ne scay,
A vous dire trestout le neu.
Brief j'ay laissié le laine au treu.

## Sur la tombe du vacher[2]
Sur sa tombe était écrite l'épitaphe ci-dessous en vieux picard :
| Epitaphe d'origine Ichy chous chete lorde tombe Gist li vacher, dit Toutlemonde De Chalny chité de grand prix Entre mins chités du pays. Qu'il passe en Kéron la barque, Autant bien qu'il wardit no-vaque Chisch trépassa d'ans chent dix-neuf, Si gras de vertus comme boeuf, Boviers, vaqués, hêvals et ânes Bien wardez d'interrompre s'âme. | Traduction Ici sous cette lourde tombe Git le vacher, dit Toutlemonde De Chauny, cité de grand prix Entre les maintes cités du pays. Qu'il franchisse dans la barque de Charon Aussi bien qu'il garda nos vaches Il mourut à l'age de 119 ans, Aussi gras de vertu qu'un bœuf, Bouvier, vaches, chevaux et ânes Gardez-vous bien d'interrompre son âme |
| --- | --- |

## Aragon: La chanson de Jean de Chauny ( Extrait )
[ ... ]
Soir et matin c’est même litanie
Jean-Tout le Monde est vacher de Chauny
Sur son tombeau nul ne mènera paître
On voit les fleurs quand les prés ont jauni
[ ... ]